# 圣马塞尔 (意大利)
圣马塞尔（法語：Saint-Marcel，法語發音：[sɛ̃ maʁsɛl] ⓘ）是意大利瓦莱达奥斯塔大区的一个市镇。总面积42平方公里，人口1243人，人口密度29.6人/平方公里（2009年）。ISTAT代码为007060。